# Haribert II.
Haribert II. je bil sin frankovskega kralja Klotarja II. in njegove mlajše žene Sihilde, ki je od leta 629 do 632 vladal kot kralj Akvitanije s prestolnico v Toulouseu,  * 607/618, † 8. april 632, Blaye.
O njegovem rojstvu ni nobenega točnega podatka. Omenja se samo, da je bil »nekaj let mlajši od polbrata Dagoberta«. Oče je bil  očitno bigamist, kar v tistem času ni bilo nič neobičajnega.
Ko je Klotar II. leta 629 umrl, je Haribertu zapustil Nevstrijo, ker je Dagobert I. že od leta  623  vladal kot kralj Avstrazije.  Sledila so pogajanja o zapuščini, na katerih je mladoletnega Hariberta zastopal  stric Brodulf, brat njegove matere in kraljice Sihilde. Dagobert je Brodulfa ubil, vendar ni posredoval, ko je Haribert prevzel oblast v skoraj neodvisni Akvitaniji. Polbrata sta očitno zgladila nesoglasja, ker je bil Haribert leta 631 krstni boter Dagobertovega sina Sigiberta. 
Haribertovo kraljestvo je obsegalo Toulouse, Cahors, Agen, Périgueux, in  Saintes, kateremu so bile dodane njegove posesti v Gaskonji. Haribert se je poročil z Gizelo, hčerko gaskonjskega vladarja Amanda. Njegova vojska je zatrla upor Baskov, dokler ni cela Novempopulanija kot Vojvodina Gaskonja prišla pod njegovo oblast. 
Leta 632 je Haribert v Blayu umrl.  Zelo verjetno so ga na Dagobertov ukaz umorili, ker je bil kmalu zatem umorjen tudi njegov sin Hilperik, star komaj leto ali dve.  Oče in sin sta pokopana v zgodnjeromanski baziliki Saint-Romain v Blayeu. Akvitanija je po njuni smrti prišla pod Dagobertovo oblast.

## Sklic
1. ↑  Jean Charles Léonard de Sismondi (1850). The French under the Merovingians, str. 152–154.